# كينتو شيراتاني
كينتو شيراتاني (باليابانية: 白谷 建人) (10 يونيو 1989 في كيوتو في اليابان – )؛ هو لاعب كرة قدم ياباني سابق كان يلعب كمهاجم.

## وصلات خارجية
- كينتو شيراتاني على موقع رابطة كرة القدم اليابانية للمحترفين (اليابانية)
- كينتو شيراتاني على موقع قاعدة بيانات كرة القدم.إي يو (الإنجليزية)
- كينتو شيراتاني على موقع Soccerway.com (الإنجليزية)